# Subkultur
Subkultur ist eine soziologische Bezeichnung für die mehr oder weniger abweichende Kultur der Teilgruppe einer Gesellschaft. Der Grad der Abweichung reicht von bloßen Modifikationen bis zu ausdrücklichen Gegenpositionen. Ursprünglich wurde der Begriff Subkultur im Rahmen der Kriminalsoziologie verwendet. Inzwischen wird er allgemeiner für die Bezeichnung unterschiedlicher Lebensstile gebraucht.
Der Subkulturansatz basiert darauf, dass große soziale Systeme in unterschiedliche Subsysteme ausdifferenziert sind, die sich dadurch unterscheiden können, dass in ihnen unterschiedliche, nuancierte Normen gelten. Diese Normen können von denen des Gesamtsystems relativ stark abweichen. Dennoch bleibt eine Übereinstimmung bei einigen Basis-Normen, sonst wäre die subkulturelle Gruppe nicht Teil des Gesamtsystems. Werden viele Basis-Werte nicht geteilt, ist im Zusammenhang von Protestbewegungen von Gegenkultur und im Zusammenhang von Migration von Kulturkonflikten die Rede.

## Begriffsgeschichte
Erstmals verwendet wurde das Wort „Subkultur“ (engl. subculture) vom amerikanischen Soziologen Milton M. Gordon, der ihn in den 1940er-Jahren auf ethnische Gruppierungen (Viertelbildungen) in US-amerikanischen Städten bezog. Für eine Zeit lang blieb diese Verwendung die dominierende; so entwickelte Albert K. Cohen in den 1950er-Jahren auf Basis von Untersuchungen der Chicagoer Schule der Soziologie (vor allem bezogen auf jugendliche, ethnisch homogene Street Gangs) eine mikrosoziologische „Subkulturtheorie“. Demnach hatten solche abweichenden Gruppen eigene Normen entwickelt, die sich vor allem vom Wertekanon der weißen Mittelschicht bewusst absetzten, dabei aber keineswegs emanzipatorische oder gar revolutionäre Absichten verfolgten, sondern teilweise eigene, oft eher archaisch anmutende Regeln aufstellten.
Insbesondere im Umfeld der britischen Cultural Studies (u. a. Dick Hebdige) wurde der Begriff später auch auf die im England der 1960er-Jahre entstehenden, oft klassenspezifischen Jugendkulturen (z. B. Mods, Rocker oder Skinheads, Hip-Hopper, Hippies, später auch auf Punks) angewendet und seit Anfang der 1990er-Jahre für Freetekno. Zu Beginn der 1970er-Jahre erschien in Deutschland das vielzitierte Buch Theorie der Subkultur von Rolf Schwendter, in dem unter anderem „progressive“ (Hippies, Protestbewegung) und „regressive“ (Neonazis) Subkulturen an den „Rändern“ der Hauptkultur verortet wurden – diese Ansichtsweise war jedoch stark von den damaligen oft idealisierenden und politisierenden Vorstellungen einer die Gesellschaft konterkarierenden und eventuell mittelfristig verändernden „Gegenkultur“ geprägt.
Heute wird der Begriff der „Subkultur“ in der Wissenschaft seltener verwendet. Dies ist hauptsächlich deshalb der Fall, weil die Definition einerseits unklar ist – zumeist ist davon die Rede, dass eine Gruppe „weitgehend“ andere Normen als die Hauptkultur aufweist –, andererseits die meisten so bezeichneten Gruppen sich selbst abweichend auffassen. Der Begriff kann gerade wegen seines populären Gebrauches oft nur schwerlich wertfrei verwendet werden. So wird es immer noch bisweilen als ungewohnt empfunden, wenn er beispielsweise für ein Parlament oder auch für eine Konfessionsgruppe angewendet wird.

## Begriffsverwendungen
Ein deutliches Beispiel für Subkulturen, die durch sehr viele elementare Gemeinsamkeiten womöglich bis zur Ghettoisierung zusammengehalten werden und sich damit der Erfassung als bloße Szenen entziehen, sind religiöse (religiös-soziale) Minderheiten wie zum Beispiel der Katholizismus in England oder im Kulturkampf oder der Islam gegenwärtig in manchen Teilen Europas. Hier ist der um Wertfreiheit bemühte Subkulturbegriff effizient und offen für anschließende Studien auch intersubkultureller Beziehungen.
Nur noch selten benutzt wird die Bezeichnung von Berufsgruppen als „Subkulturen“. Am ehesten trifft die Bezeichnung auf Fahrendes Volk oder Schausteller zu, die nicht nur ihre Arbeit, sondern auch ihr Privatleben zum größten Teil in ihrer jeweiligen Gruppe verbringen; doch auch andere Berufsgruppen (z. B. Seeleute, Diplomaten oder Kleriker) tragen insoweit deutlich subkulturelle Züge.
Am ehesten den gängigen Auffassungen von „Subkultur“ entsprechen heute die Szenen der Konsumenten bestimmter harter Drogen (Junkies) oder auch von Angehörigen krimineller Berufe oder Netzwerke – diese Personen sind per Definition zu einem großen Teil ihres Alltags in die entsprechende Gruppe und ihre spezifischen Normen eingebunden.
Die Bezeichnung wird auf Gruppen aufgrund ihrer sexuellen Orientierung oder Sexualpräferenz angewandt, etwa für BDSM oder Homosexuelle. Martin Dannecker und Reimut Reiche definierten 1973 die Subkultur folgendermaßen: „Alle Orte, an denen sich Homosexuelle nicht nur zufällig treffen, seien sie nun öffentlich zugänglich oder nicht.“
Zuweilen wurden auch ganze soziale Klassen als Subkulturen bezeichnet. Diese Verwendung ist zu einem gewissen Grad plausibel, da die Mitglieder einer Klasse (z. B. Bauern, Adel, Bourgeoisie, Proletariat) eigene Werte, Normen und Verhaltensweisen entwickelt haben. Allerdings stellen diese sozialen Gruppen sozusagen ohnehin die „Grundbausteine“ der Gesellschaft dar, die zwar zum gegenwärtigen Zeitpunkt vorrangig von bürgerlichen Werten und Normen dominiert ist, in der aber schon immer auch abweichende Gepflogenheiten der Unter- bzw. Oberklassen impliziert waren. Als Subkulturen im soziologischen Sinn können indes einzelne Berufsstände oder Kasten innerhalb von Gesellschaften betrachtet werden, die selber keine Stände- oder Kastengesellschaften sind.
Nach wie vor häufig werden neben den oben genannten, zumeist über Musik und Kleidung definierten Jugendkulturen bzw. -szenen, wie z. B. Punk (siehe den Artikel Subkultur (Musik)), auch Gruppierungen als „Subkulturen“ bezeichnet, die eine bestimmte Sportart betreiben; Beispiele sind Surfer oder Skateboarder. Auch die Hacker als Phänomen des Computerzeitalters wurden zum Teil so benannt. Bei all diesen Gruppierungen ist zu beachten, dass ihre Aktivitäten immer nur einen (wenn auch zuweilen wesentlichen) Teil des Lebensvollzuges einnehmen und die Normen der Hauptkultur nach wie vor eine wichtige Bedeutung haben, weshalb im sozialwissenschaftlichen Sinne der Begriff Szene zutreffender ist als der der Subkultur. 